# Adulareszenz

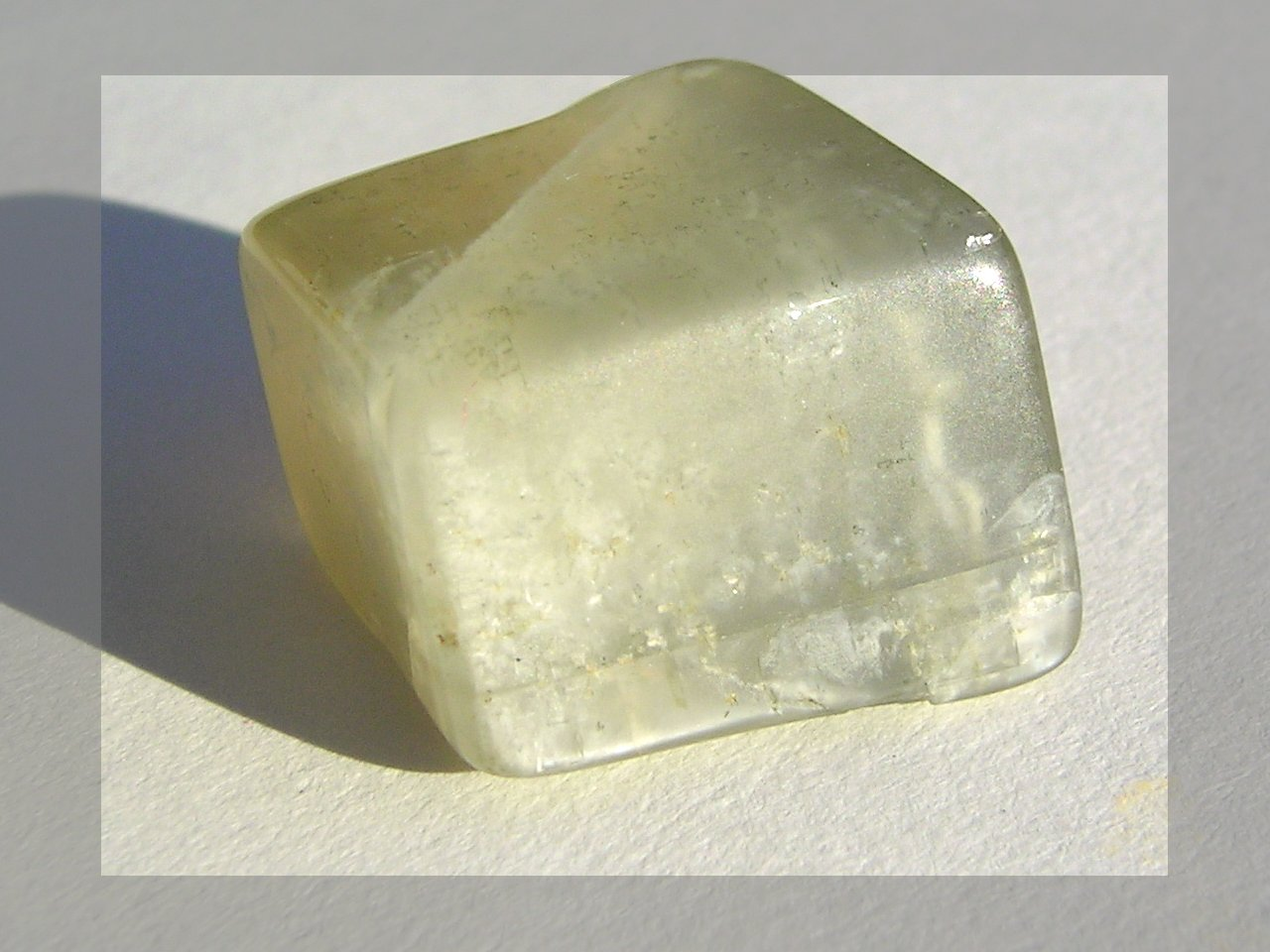
Mondstein – roh

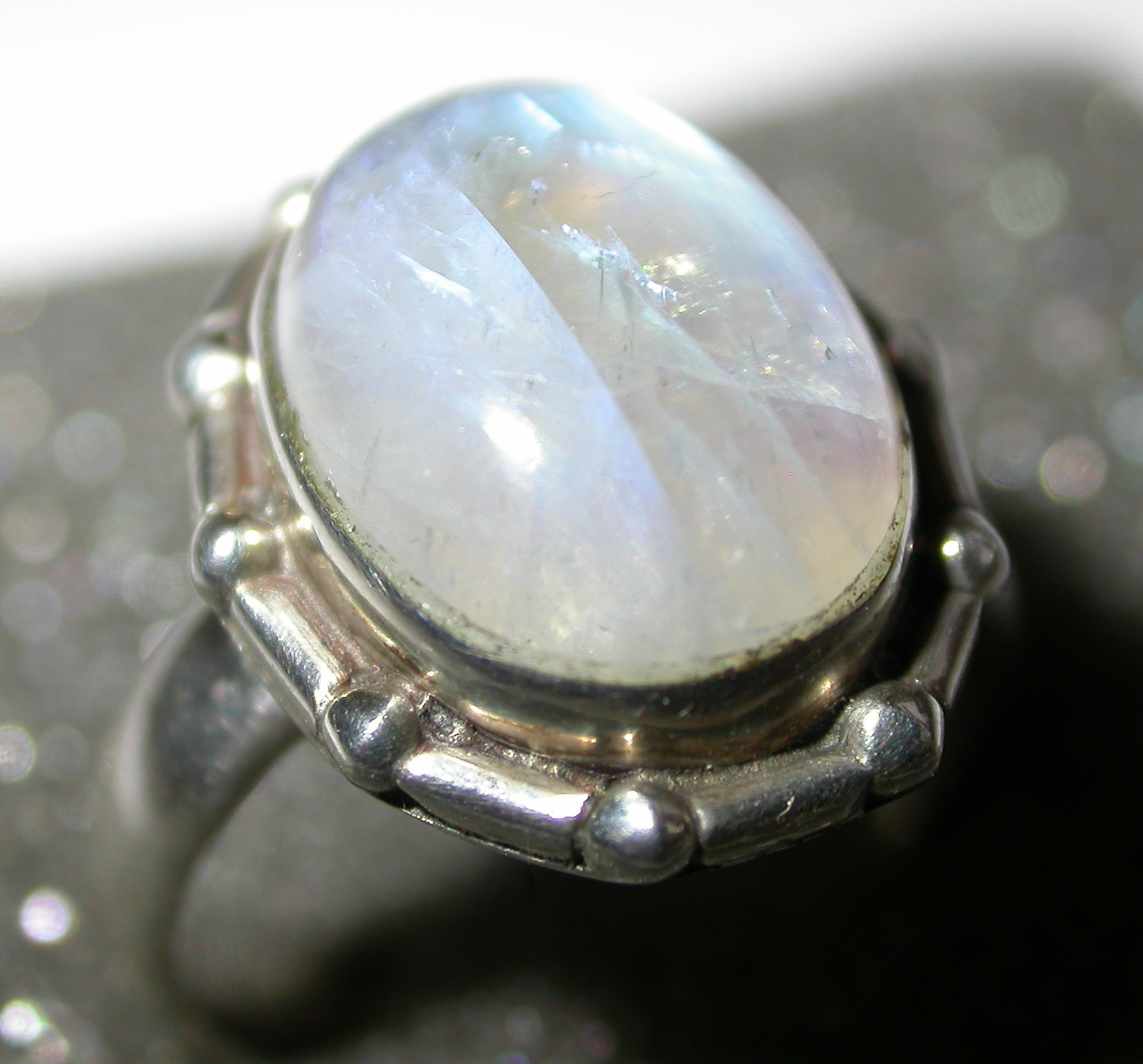
Mondstein im Cabochon-Schliff

Als Adulareszenz (Verb: adularisieren) wird das bläulich-weiße, flächenhafte Schimmern bezeichnet, das vorwiegend bei der Schmuckstein-Varietät des Orthoklas (Adularia), dem so genannten Mondstein, auftritt. Die Lichtreflexionen scheinen beim Bewegen des Steins über dessen Oberfläche zu laufen und werden durch den Cabochon-Schliff besonders betont.
Das Adularisieren wird durch die lamellenartige Struktur des Mondstein-Kristalls erzeugt, die die auftreffenden Lichtstrahlen zur Interferenz, das heißt je nach Position durch Überlagerung zur gegenseitigen Verstärkung oder Schwächung, zwingt.